# ميط
ميط (بالصومالية: Maydh)‏ هي مدينة صومالية ساحلية قديمة في محافظة سناج شمال الصومال، وهي تقع في دولة جمهورية أرض الصومال الانفصالية.

## صور

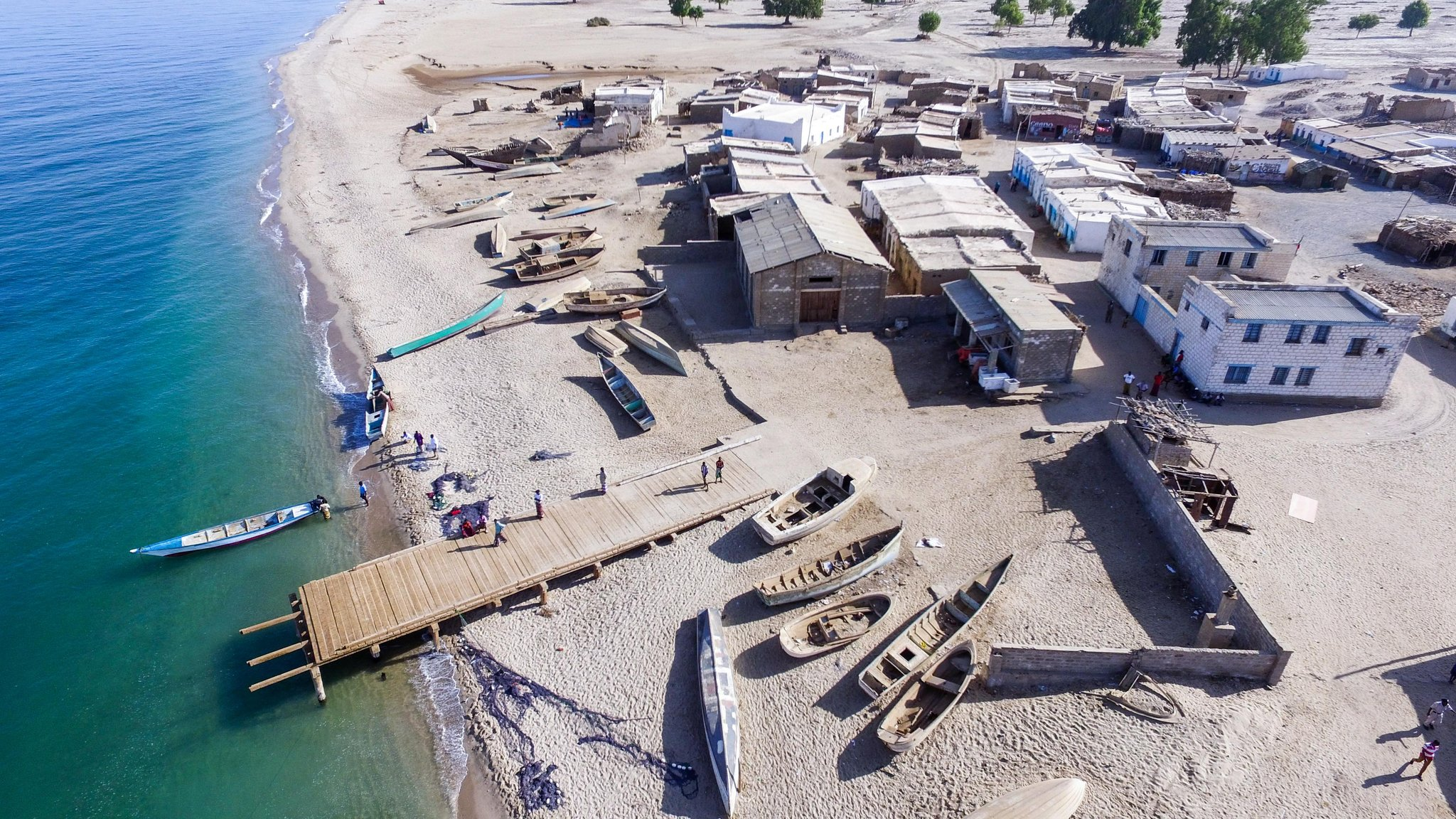
مرقد الشيخ إسحاق، جد قبيلة إسحاق في بلدة ميط
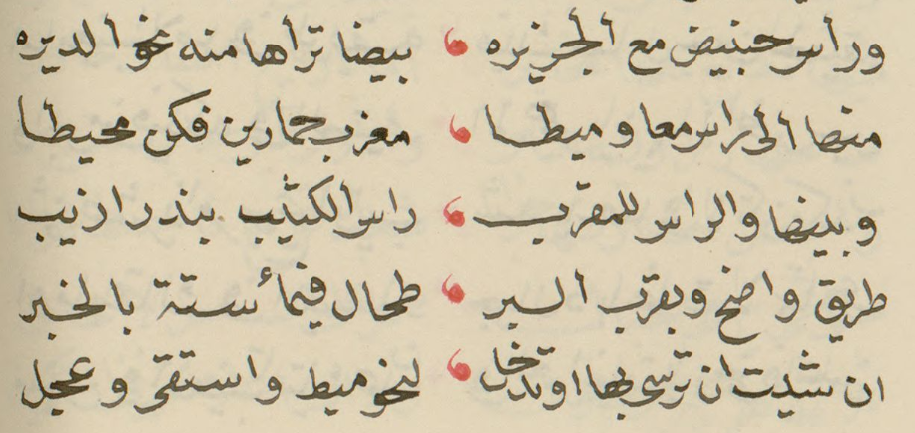
ذكر ميط في كتابات أحمد بن ماجد
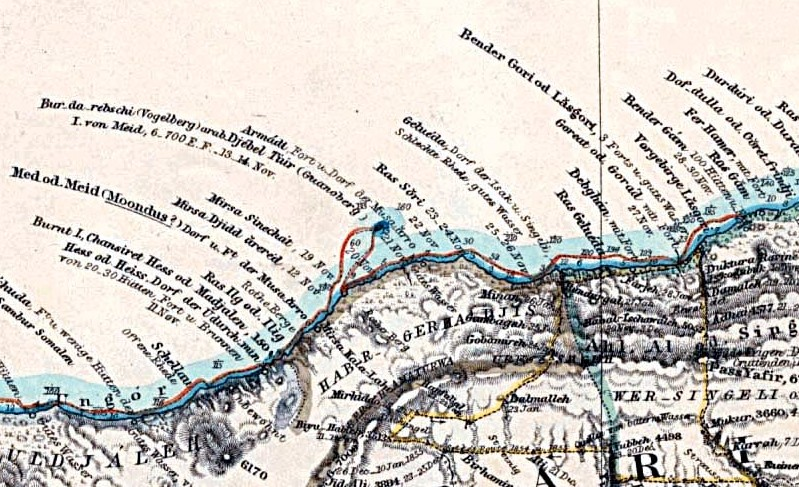
خريطة لسلطنة هبر يونس، بحدود سنة 1860، تظهر فيها بلدة ميط

## التاريخ

### في العصور القديمة

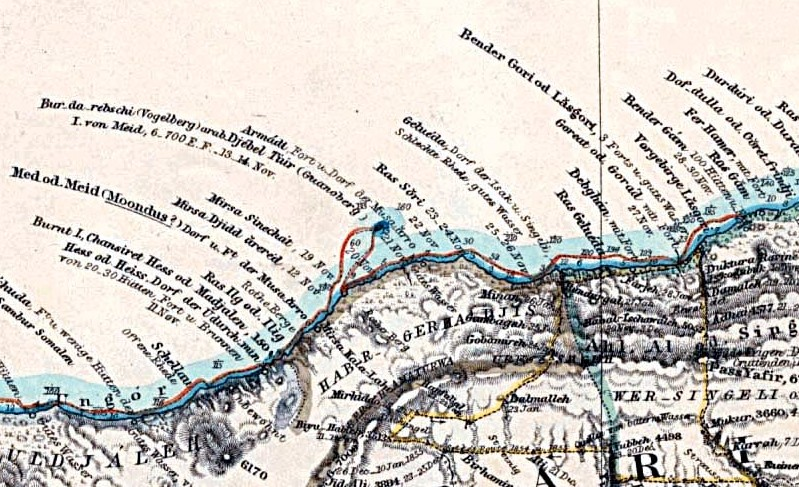
خريطة لسلاسل جبل دالو Ranges and وساحل سناج تظهر انتشار قبيلة هبر يونس في ميط 1860

وفقًا أغسطس هنري كين [الإنجليزية]، يمثل ميط مركزًا مبكرًا لتشتيت الشعب الصومالي. ويؤكد سلاسل الأنساب الوطنية التي جمعها الباحثان كوكس وعبود أن العديد من أجداد العشائر مدفونون في المدينة أو بالقرب منها.

## في القرون الوسطى
تقطن في الغالب أرض الصومال، وكذلك أجزاء من جيبوتي وإثيوبيا. يوجد هنا أيضًا قبر الشيخ إسحاق.
وبحسب التقاليد، فإن البلدة القديمة بناها الشيخ إسحاق وأتباعه على أسس سابقة. كتب المستكشف العربي الأسطوري أحمد بن ماجد في القرن الخامس عشر عن ميادة والعديد من المعالم والموانئ الأخرى البارزة في الساحل الصومالي الشمالي، بما في ذلك بربرة، و جزر سعد الدين زنكي المعروفة أيضًا باسم أرخبيل زيلع بالقرب من زيلع، و علولة، ركودا [الإنجليزية]،وحيس، والدراد، عيل شيخ [الإنجليزية]. في أرض الصومال
وبشكل عام هي موطن للعديد من هذه المواقع الأثرية، مع وجود صروح مماثلة في حيلان وقابله وقمبول وغيلويتا والعيو. ومع ذلك، فإن العديد من هذه الهياكل القديمة لم يتم استكشافها بشكل صحيح بعد، وهي عملية من شأنها أن تساعد في إلقاء مزيد من الضوء على التاريخ المحلي للمنطقة وتسهيل الحفاظ عليها للأجيال القادمة. في فتوح الحبش، يشير المؤرخ شهاب الدين أحمد بن عبد القادر أرابفقه إلى أن الحارثي الذي قاتل في الجناح الأيسر لجيش الإمام أحمد بن إبراهيم الغازي، عُرف بأهل ميط. شعب لا يعطي للخضوع. وصف الملاح البرتغالي دوارتي باربوسا الساحل الصومالي وأشار إلى ميط على أنها بلدة ذات وفرة من اللحوم ولكن القليل من التجارة. وهذا من شأنه أن يشير إلى أن المدينة كانت على الأرجح موقعًا للحج يأتي المسافرون للصلاة فيه.